# Маккаби Ирони (футбольный клуб, Ашдод)
«Маккаби Ирони» Ашдод (ивр.: מכבי עירוני אשדוד), широко известен как «Ирони Ашдод» — израильский футбольный клуб, базировавшийся в Ашдоде. В 1999 году он объединился с местным конкурентом «Хапоэль» Ашдод, создав «Ашдод».
В апреле 2015 года клуб был реорганизован силами фанатов.

## История

Логотип клуба до 1999 года

Клуб был создан в 1961 году спортивной ассоциацией Ашдода. В 1981 году «Маккаби Ашдод» объединился с «Бейтар Ашдод», создав «Маккаби Ирони Ашдод».
В сезоне 1988/89 клуб повысился из Лиги Бет в Лигу Алеф. В сезоне 1989/90 он закончил чемпионат на втором месте и после победы над «Хапоэль» Далият аль-Кармель и «Маккаби» Тамра вышел в плей-офф. Он вышел в плей-офф ещё раз в сезоне 1992/93, выйдя в высший дивизион в первый раз в своей истории. После окончания сезона на расстоянии одной позиции от зоны вылета в 1993/94 годах клуб был понижен в классе по результатам сезона 1994/95.
В сезоне 1996/97 «Ирони» закончил чемпионат на втором месте после «Хапоэль» (Ашкелон) и вернулся в высший дивизион. После двух подряд 12-х мест в чемпионате клуб слился с местным конкурентом «Хапоэль» Ашдод, сформировав «Ашдод».

## Воссоздание
В сезоне 2014/15 болельщики «Ирони Ашдод» протестовали против президента «Ашдода» Джеки Бен-Закена и поддерживали противников «Ашдода» во время матчей. Протесты усилились после решения Бен-Закена переименовать клуб в «Хапоэль Ашдод», чтобы играть в красных футболках, в то время как фанаты объявили о своём намерении восстановить «Ирони Ашдод» с целью присоединения к Лиге Гимел в сезоне 2015/16.
Клуб начал сезон 2015/16 в Лиге Гимел. На пост главного тренера был назначен Пини Аяш. В конце первого сезона команда достигла четвёртого дивизиона (Лига Бет).

## Известные игроки

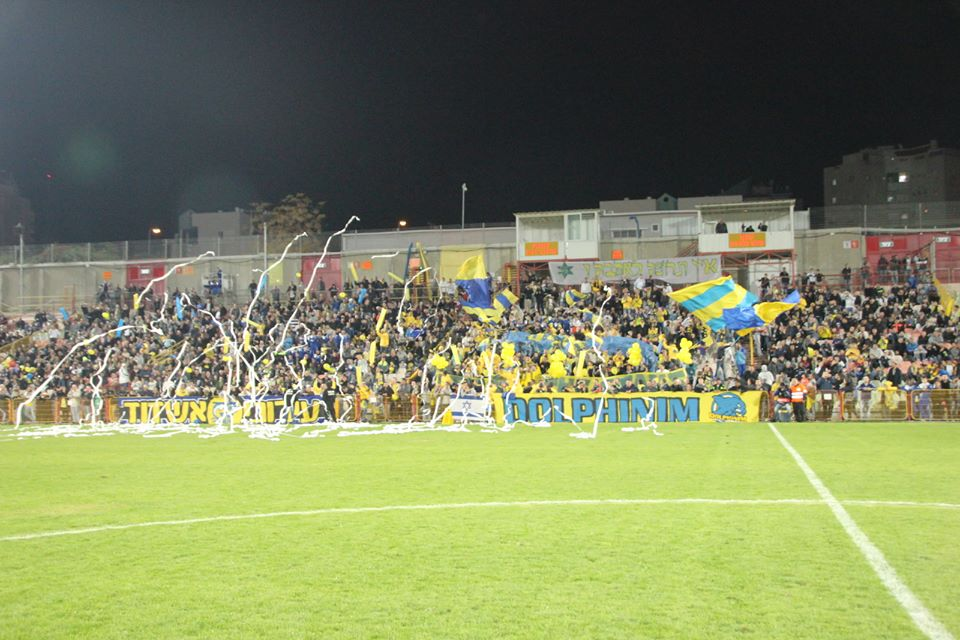
Фанаты Ирони в игре дерби в Ашдоде в 2015 году

- Акакий Девадзе
- Барух Дего
- Моти Иванир
- Игорь Петров
- Виталий Минтенко
- Юрий Мокрицкий
- Уче Окафор
- Лев Матвеев
- Александр Полукаров